# Đường sắt Xuyên Á
Đường sắt Xuyên Á (TAR) là một dự án xây dựng mạng lưới đường sắt xuyên qua châu Âu và châu Á.  Dự án đường sắt Xuyên Á là một dự án của Ủy ban Kinh tế Xã hội châu Á Thái Bình Dương Liên Hợp Quốc (UNESCAP).

## Tổng quan
Dự án được bắt đầu vào những năm 1950, với mục tiêu là cung cấp hệ thống đường ray liên kết dài 8.750 dặm (14.080 km) giữa Singapore và Istanbul, Thổ Nhĩ Kỳ, xa hơn là châu Âu và châu Phi. Vào thời điểm vận chuyển bằng đường thủy và hàng không vẫn chưa được phát triển tốt, dự án là một công trình đầy hứa hẹn để lại dấu ấn khi giảm thời gian vận chuyển và chi phí giữa châu Âu và châu Á.  Tiến trình phát triển dự án TAR bị cản trở bởi chính trị và khó khăn kinh tế vào những năm 1960, 1970 và đầu những năm 1980. Gần những năm 1990, vào cuối thời kỳ chiến tranh lạnh, khi sự bình thường hóa quan hệ giữa một số quốc gia với nhau đã giúp cải thiện khả năng tạo ra mạng lưới đường ray liên kết xuyên lục địa châu Á.
Dự án TAR được xem là một cách để gia tăng khả năng trao đổi hàng hóa quốc tế với các quốc gia châu Âu cũng như tốc độ trao đổi hàng hóa giữa các quốc gia với nhau. Dự án cũng được xem như một cách để cải thiện nền kinh tế và sự kết nối đối với những quốc gia không có biển như Lào, Afghanistan, Mông Cổ, và các quốc gia thuộc khu vực Trung Á. Một số tuyến đường sắt đã tồn tại từ trước vì chúng thuộc đường sắt Á-Âu, mặc dù vậy, vẫn có nhiều tuyến chưa được xây dựng. Thử thách lớn nhất là sự khác nhau của kích thước khổ đường ray giữa các quốc gia.  Bốn khổ đường ray thường được dùng ở các quốc gia là: đa số các quốc gia ở châu Âu, cũng như ở Thổ Nhĩ Kỳ, Iran, Trung Quốc, và các nước ở bán đảo Triều Tiên đều dùng khổ 1.435 mm (4 ft 8+1⁄2 in), được biết đến như là đường sắt khổ tiêu chuẩn; Nga, trước đây là Xô Viết dùng khổ đường ray 1.520 mm (4 ft 11+5⁄6 in); Phần Lan dùng khổ 1.524 mm (5 ft) ; đường ray ở Ấn Độ, Pakistan, Bangladesh và Sri Lanka dùng khổ 1.676 mm (5 ft 6 in), được biết đến là đường sắt khổ Ấn Độ; và phần lớn các quốc gia Đông Nam Á dùng khổ 1.000 mm (3 ft 3+3⁄8 in) m. Dự án TAR không có khổ đường ray quốc tế, nên phải có các cơ quan làm nhiệm vụ chuyển container từ tàu sang tàu vào lúc chuyển khổ đường ray.
Vào năm 2001, bốn hành lang được đưa ra trong dự án bao gồm:
- Hành lang phía Bắc kết nối châu Âu và Thái Bình Dương, qua Đức, Ba Lan, Belarus, Nga, Kazakhstan, Mông Cổ, Trung Quốc, và bán đảo Triều Tiên, với điểm chuyển khổ đường ray là ở biên giới Ba Lan-Belarusian từ khổ 1.435 mm (4 ft 8+1⁄2 in) thành khổ 1.520 mm (4 ft 11+5⁄6 in), và ở biên giới Kazakhstan-Trung Quốc cũng như ở biên giới Mông Cổ-Trung Quốc đều chuyển từ khổ 1.520 mm (4 ft 11+5⁄6 in) thành khổ 1.435 mm (4 ft 8+1⁄2 in). Đường sắt xuyên Sibir 5.750 dặm (9.250 km) bao gồm đa số những tuyến này và hiện tại là tuyến có số lượng hàng hóa nhiều nhất từ Đông Á tới Moskva và phần còn lại của châu Âu. Bởi vì có sự mâu thuẫn chính trị với Triều Tiên, hàng hóa từ Hàn Quốc phải được vận chuyển bằng tàu thủy đến cảng Vladivostok.

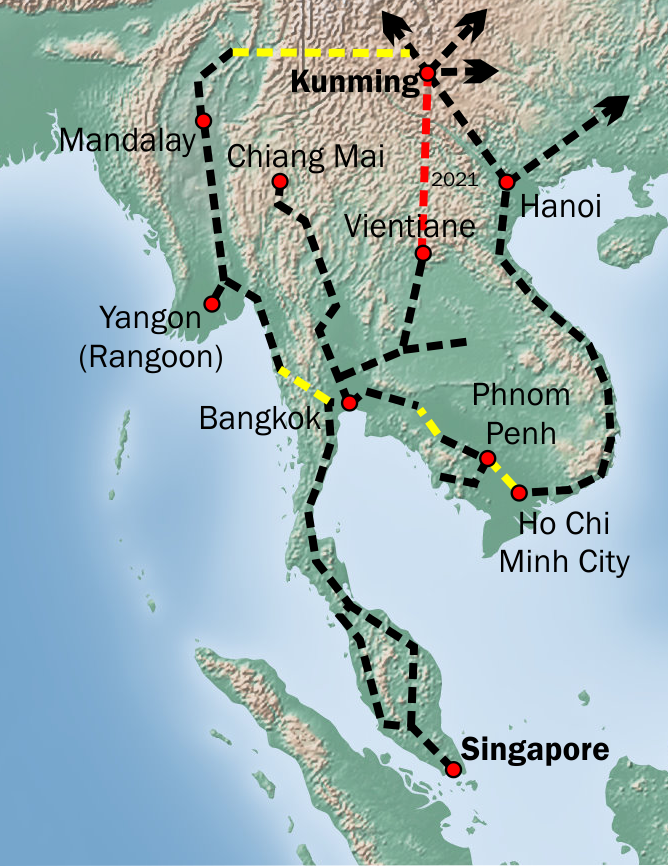
Mạng lưới đường ray ở Đông Nam Á, đã xây (màu đen) và dự án (màu vàng).

- Hành lang phía Nam sẽ đi từ châu Á đến Đông Nam Á, kết nối Thổ Nhĩ Kỳ, Iran, Pakistan, Ấn Độ, Bangladesh, Myanmar, và Thái Lan, với sự kết nối tới tỉnh Vân Nam của Trung Quốc, hoặc Malaysia, rồi tới Singapore. Khoảng trống tồn tại giữa Ấn Độ và Myanmar, giữa Myanmar và Thái Lan, giữa Thái Lan và Campuchia, giữa Campuchia và Việt Nam và giữa Thái Lan và Vân Nam. Phần đường ray phía đông Iran giữa Bam và Zahedan đã được hoàn thành. Chuyển khổ đường ray có thể xảy ra, hoặc sẽ xảy ra, tại biên giới Iran-Pakistan từ khổ 1.435 mm (4 ft 8+1⁄2 in) thành khổ 1.676 mm (5 ft 6 in), tại biên giới Ấn Độ-Myanmar từ khổ 1.676 mm (5 ft 6 in) thành khổ 1.000 mm (3 ft 3+3⁄8 in), và đến Trung Quốc từ khổ 1.000 mm (3 ft 3+3⁄8 in) thành khổ 1.435 mm (4 ft 8+1⁄2 in).
- Mạng lưới Đông Nam Á; ban đầu bao gồm Đường sắt Côn Minh - Singapore.
- Hành lang Bắc-Nam sẽ kết nối phía bắc châu Âu tới vịnh Ba Tư. Tuyến chính bắt đầu từ Helsinki, Phần Lan, qua Nga tới biển Caspi, khi mà nó chia thành ba tuyến: tuyến phía tây qua Azerbaijan, Armenia, và tây Iran; tuyến giữa băng qua biển Caspian tới Iran qua phà tàu hỏa; và tuyến phía đông qua Kazakhstan, Uzbekistan và Turkmenistan tới đông Iran. Các tuyến giao nhau tại thủ đô Tehran của Iran và tiếp tục tới cảng Bandar-Abbas.

## Thỏa thuận
Thỏa thuận mạng lưới đường sắt Xuyên Á là một thỏa thuận được ký kết vào ngày 10 tháng 11 năm 2006, bởi 17 quốc gia châu Á và những quốc gia này cũng là thành viên của Ủy ban Kinh tế Xã hội châu Á Thái Bình Dương Liên Hợp Quốc (UNESCAP) với nỗ lực là xây dựng mạng lưới đường sắt xuyên lục địa giữa châu Âu và các cảng Thái Bình Dương ở Trung Quốc. Dự án cũng còn được gọi là "Con đường tơ lụa bằng thép" với việc đề cập tới con đường tơ lụa lịch sử.
Thỏa thuận có hiệu lực từ ngày 11 tháng 6 năm 2009.

### Nước tham gia
Bộ giao thông vận tải và đường sắt từ bốn mươi mốt quốc gia tham gia vào cuộc hội nghị dài một tuần được tổ chức tại Busan, Hàn Quốc, khi mà thỏa thuận được đưa ra. Dự án mạng lưới đường ray dài 80,900 km sẽ bắt đầu từ các cảng Thái Bình Dương của châu Á và kết thúc tại châu Âu. Các quốc gia thỏa thuận ký kết bao gồm:
- Afghanistan
- Armenia
- Azerbaijan
- Bangladesh
- Belarus
- Bhutan
- Brunei
- Campuchia
- Trung Quốc
- Ấn Độ
- Indonesia
- Iran
- Kazakhstan
- Lào
- Mông Cổ
- Nepal
- Pakistan
- Hàn Quốc
- Nga
- Sri Lanka
- Tajikistan
- Thái Lan
- Thổ Nhĩ Kỳ
- Turkmenistan
- Uzbekistan
- Việt Nam